# Кластер (единица хранения данных)

Структура диска:
(A) дорожка
(B) геометрический сектор
(C) сектор дорожки
(D) кластер

Кластер (англ. cluster) — в некоторых типах файловых систем — логическая единица хранения данных в таблице размещения файлов, объединяющая группу секторов. Например, на дисках с размером секторов в 512 байт, 512-байтный кластер содержит один сектор, тогда как 4-килобайтный кластер содержит восемь секторов.
Как правило, это наименьшее место на диске, которое может быть выделено для хранения файла.
Понятие кластер используется в файловых системах FAT, NTFS, a так же HFS Plus.
Другие файловые системы оперируют схожими понятиями (зоны в Minix, блоки в Unix).

## Оптимизация
В некоторых файловых системах Linux (ReiserFS, Reiser4, Btrfs), BSD (FreeBSD UFS2) последний блок файла может быть поделен на подфрагменты, в которые могут быть помещены «хвосты» других файлов.
В NTFS маленькие файлы могут быть записаны в Master File Table (MFT).
В файловой же системе FAT из-за примитивного алгоритма степень фрагментации постоянно растёт и требуется периодическая дефрагментация. 
Маленький кластер лучше подходит для маленьких файлов. Так экономнее расходуется место. Большой кластер позволяет достичь более высоких скоростей, снизив риск фрагментации, но на мелких файлах место будет использоваться нерационально (многие сектора будут не полностью заполненными, но будут считаться занятыми).